# Готтардський залізничний тунель
46°31′44″ пн. ш. 8°36′09″ сх. д. / 46.529° пн. ш. 8.6026° сх. д.

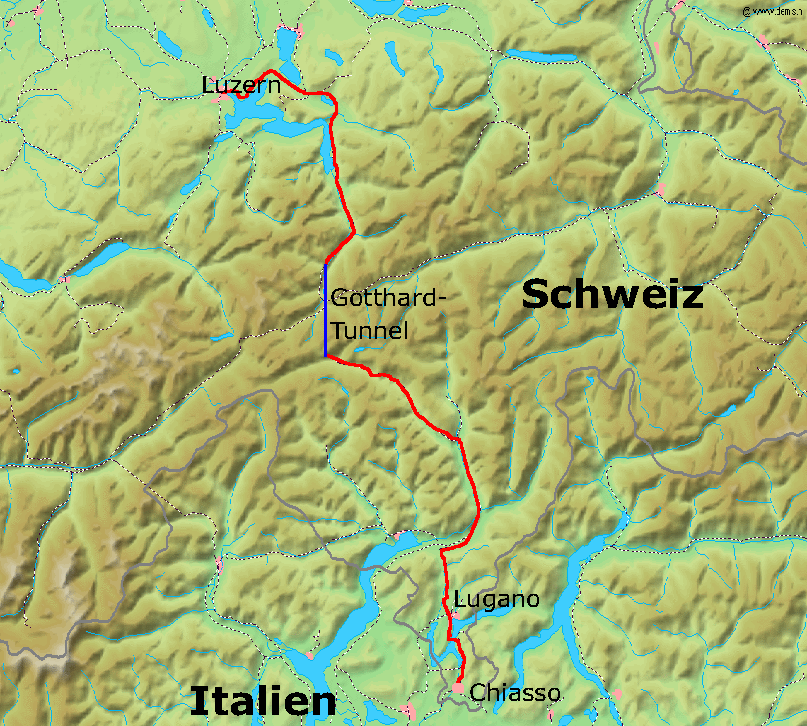
Готтард (залізничний тунель, 1882) на мапі

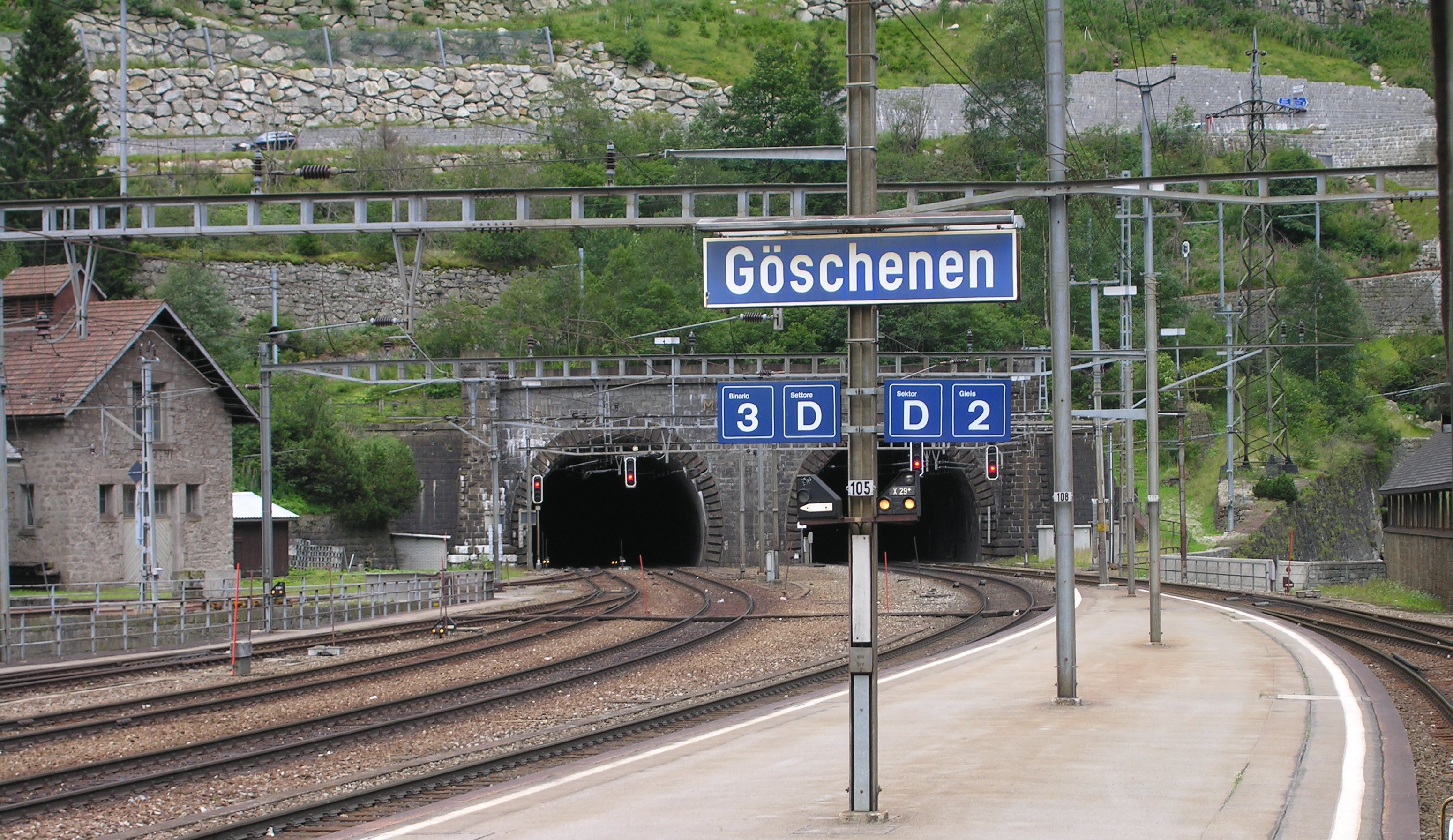
Північний портал тунелю Готтард

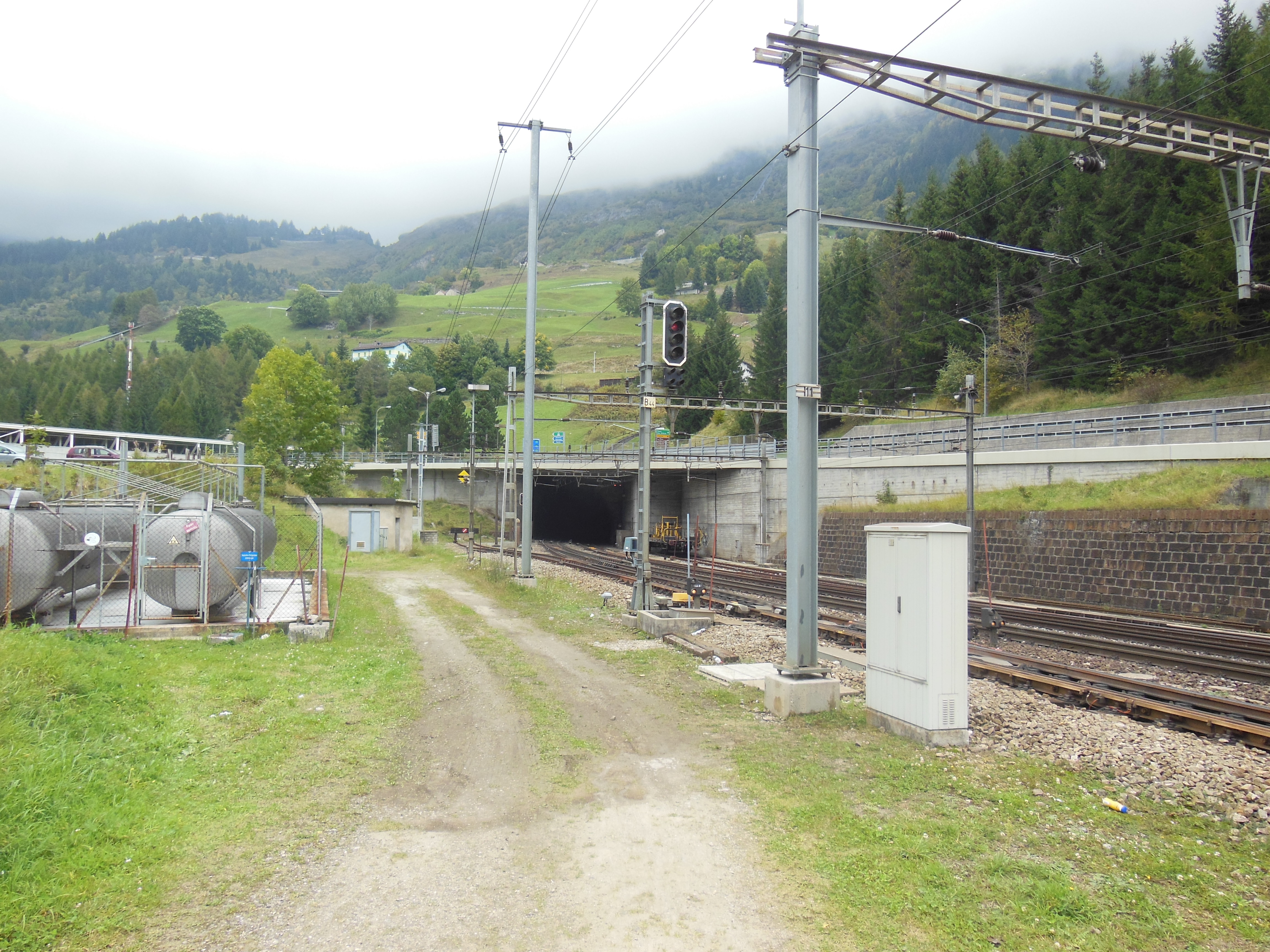
Південний портал тунелю Готтард

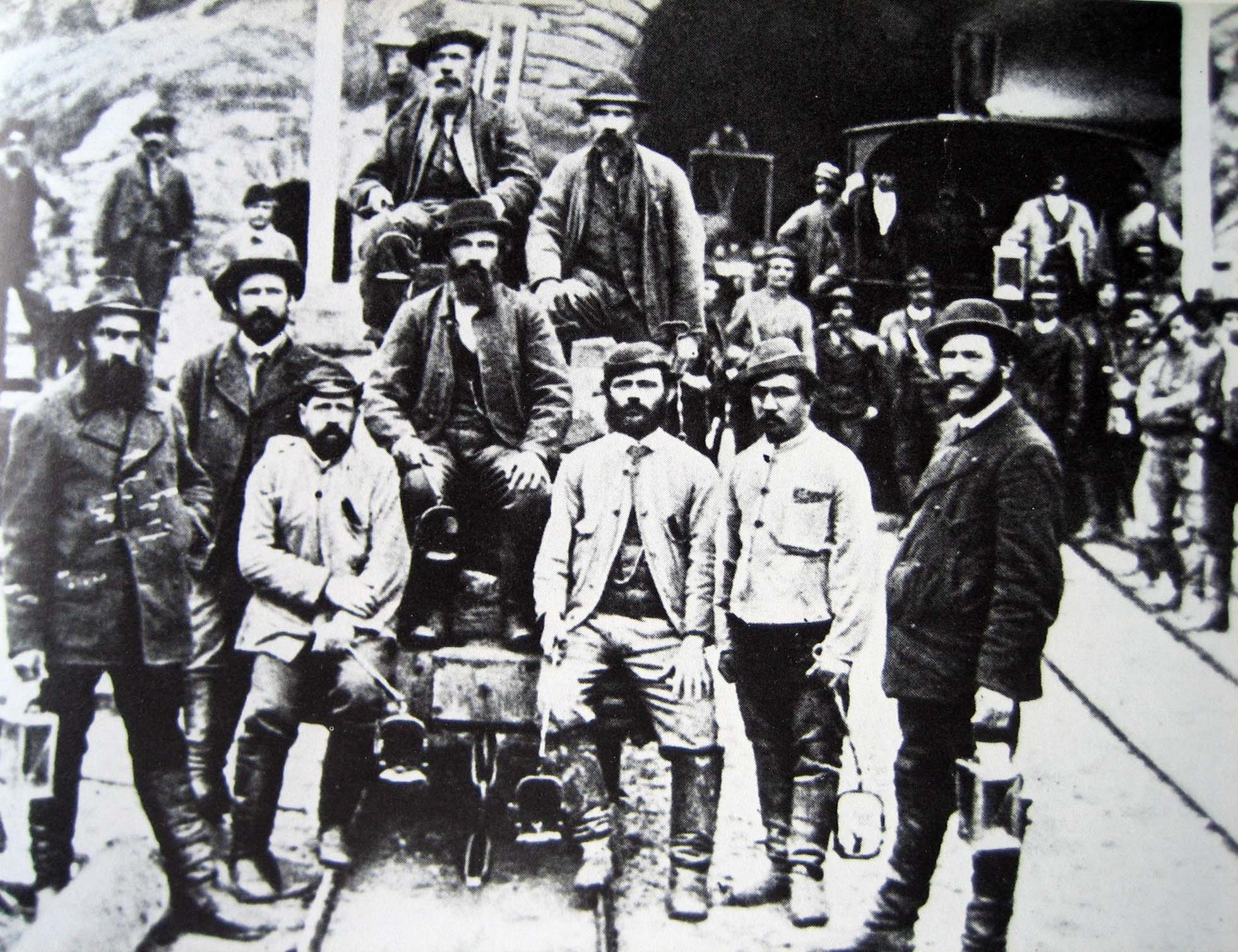
Будівельники в Айроло

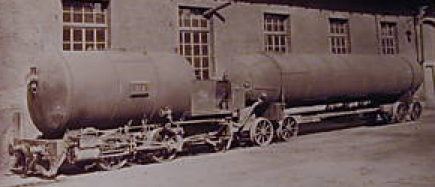
Пневматичний локомотив з балоном високого тиску тиск.

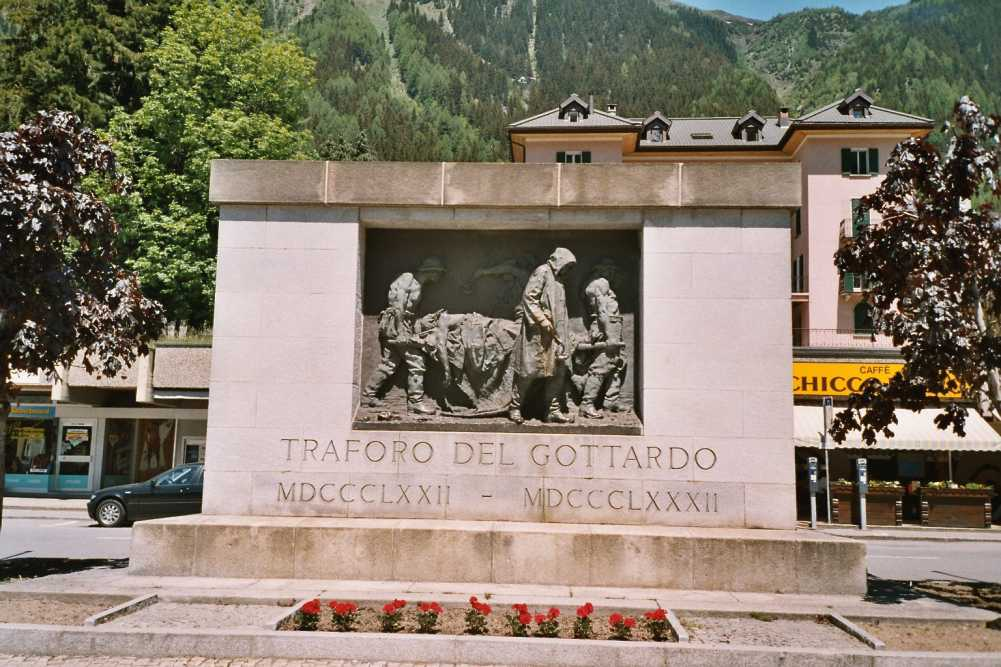
Меморіал загиблим працівникам

Готта́рдський (залізничний) тунель (нім. Gotthardtunnel, італ. Galleria del San Gottardo) — перший залізничний тунель, що прокладений через гірський масив Готтард, завдовжки 15,003 км. Є найвищою точкою залізниці Готтардбан, Швейцарія. З'єднує Гешенен з Айроло. Побудований як один двоколійний тунель зі стандартною шириною колії. Був найдовшим тунелем у світі у 1882—1906 роках.
Тунель піднімається від північного порталу зі сторони Гешенену (1106 метрів) і досягає приблизно через 8 км найвищої точки (1151 м). Після ще двох кілометрів перетинає межу між кантонами в Урі і Тічино; ще через 5 км, тунель закінчується південним порталом поблизу Айроло (1142 м). Поїздка займає близько 7-8 хвилин потягом. Тунель обслуговують Швейцарські федеральні залізниці.

## Будівництво
Тунель було побудовано у 1872—1881 роках. При цьому довелося подолати великі труднощі внаслідок рясного припливу води і значного тиску породи на стіни і склепіння тунелю. Для пробивання тунелю застосовувалися бурильні машини систем Феррі, Мак-Кін-Сегена, Дюбуа і Франсуа, користуючись стисненим повітрям до 7 атмосфер, причому джерелом сили служив напір води з розташованих поблизу гірських річок. Робота велася бельгійським способом. Середній успіх пробивання напрямного ходу на добу (24-годинна робота) з обох кінців був 6,31 м. Для вибухів було вжито динаміту та інших вибухових речовин до 1 тис. тонн. Обсяг виїмки був близько 840 тис. м³.
Під час пробивання помічалося підвищення температури повітря всередині тунелю на 2 °C для кожних 100 м висоти гори над склепінням тунелю. У міру поглиблення всередину температура зовнішнього повітря перестала мати вплив, і поблизу місця зустрічі обох напрямних ходів спостерігалася найбільша температура 34 °C. Після пробивання температура повітря всередині тунелю знизилася, але незначно, і в даний час температура в середній частині тунелю коливається, під впливом змін зовнішньої температури, між 14—23 ° C.
Профіль тунелю (стіни і склепіння) оброблено каменем на гідравлічному розчині. У деяких місцях, що піддаються сильному тиску, укріплена також підошва зворотним склепінням. Спорудження тунелю коштувало близько 4000 франків за погонний метр (або 17,4 тонни золота за весь тунель).
Під час будівництва тунелю німецький геолог Фрідріх Штапф (Friedrich Moritz Stapff) проводив дуже важливі дослідження гірських порід (бралися і визначалися зразки з кожного метра) і температур. Ці спостереження були свого часу найточнішими і дали дуже важливі результати з питання про розподіл температури в земній корі.
Під час будівництва загинуло близько 200 працівників. Страйк робітників в 1875 році було розгромлено швейцарською армією, вбивши 4 і поранивши 13.

## Діяльність
Тунель було відкрито для руху в 1882 році, експлуатується приватною залізничною компанією Готтардбан. Готтардбан було інтегровано у Федеральні залізниці Швейцарії у 1909. 1920 року перші електропоїзди розпочали рух тунелем.
До відкриття Готтардського автомобільного тунелю, Федеральні залізниці Швейцарії не пропонували послуги автовозів для легкових і вантажних автомобілів тунелем. На середину 2010-х ця послуга пропонується від німецького до італійського кордонів і спрямована на зниження вантажного трафіку на швейцарських автострадах. Запровадження послуги відбулося після закриття сусіднього Готтардського автомобільного тунелю на два місяці в 2001 році.

## Ресурси Інтернету
- A map with the locations of Gotthard Rail Tunnel and Gotthard Base Tunnel [Архівовано 25 грудня 2011 у Wayback Machine.]
- Gotthard Tunnel. Інформація про Готтард (залізничний тунель, 1882)(нім.)